# Tim Epkenhans
Tim Epkenhans (* 1972 in Gütersloh) ist ein deutscher Orientalist.

## Leben
Von 2002 bis 2004 war er Referent an der deutschen Botschaft in Tadschikistan und dann bis 2009 Leiter der OSZE-Akademie in Kirgistan. Nach der Promotion 2002 in Bamberg lehrt er seit 2016 als Professor für Islamwissenschaft, Schwerpunkt Mittelasien an der Albert-Ludwigs-Universität Freiburg.
Seine Forschungsschwerpunkte sind Geschichte Irans im 19. und 20. Jahrhundert, Islam, politische Transformation und regionale Identitäten im sowjetischen und post-sowjetischen Zentralasien, islamische Eliten im post-sowjetischen Tadschikistan, tadschikischer Bürgerkrieg (1992–1997) und semantischer Wandel präfigurativer Heldenfiguren in Iran seit 1925.

## Schriften (Auswahl)
- Die iranische Moderne im Exil. Bibliographie der Zeitschrift Kāve, Berlin 1916–1922. Berlin 2000, ISBN 3-87997-108-0.
- Moral und Disziplin. Seyyed Ḥasan Taqīzāde und die Konstruktion eines „progressiven Selbst“ in der frühen iranischen Moderne. Berlin 2005, ISBN 3-87997-322-9.
- The origins of the civil war in Tajikistan. Nationalism, islamism, and violent conflict in post-Soviet space. London 2016, ISBN 978-1-4985-3278-5.